# Verneuil-Grand
Verneuil-Grand település Franciaországban, Meuse megyében. Lakosainak száma 204 fő (2022. január 1.). Verneuil-Grand Rouvroy, Écouviez, Montmédy, Velosnes, Verneuil-Petit és Villécloye községekkel határos.

## Népesség
A település népessége az elmúlt években az alábbi módon változott:
| Lakosok száma | 177  | 140  | 164  | 217  | 206  | 200  | 203  | 206  | 207  | 204  |
|               | 1968 | 1982 | 1990 | 2006 | 2013 | 2015 | 2017 | 2019 | 2020 | 2022 |